# Roncus radji
Espèce
Roncus radji est une espèce de pseudoscorpions de la famille des Neobisiidae.

## Distribution
Cette espèce est endémique de Serbie. Elle se rencontre à Lipenović dans la grotte Lukića Pećina.

## Description
Les mâles mesurent de 3,395 à 3,74 mm.

## Publication originale
- Ćurčić, Rađa, Ćurčić & Ćurčić, 2010 : On Roncus almissae n. sp., R. krupanjensis n. sp., and R. radji n. sp., three new pseudoscorpions (Pseudoscorpiones, Neobisiidae) from Croatia and Serbia, respectively. Archives of Biological Sciences, vol. 62, no 2, p. 503-513.